# 10 أيام قبل الزفة
10 أيام قبل الزفة هو أول فيلم طويل يعرض جماهيريا في صالة عرض للجمهور المحلي في اليمن منذ أربعة عقود، حقق الفيلم نجاحا جماهيريا كبيرا في مدينة عدن واستمر عرضه في صالة العرض في عدن لمدة تجاوزت 8 أشهر. وتم ترشيحه لجائزة الأوسكار لأفضل فيلم بلغة أجنبية.

## القصة
فيلم عشرة أيام قبل الزفة هو قصة حب من مدينة عدن في زمن الحرب، فيلم تدور أحداثه في إطار اجتماعي كوميدي رومانسي مشبع بالموسيقى والاستعراضات التراثية.
يحكي الفيلم قصة رشا ومأمون، شابان من مدينة عدن الساحلية، حالت حرب 2015 دون زفافهما، يحاولان باستماتة إتمام مراسم الزفاف في عام 2018، وحين تتبقى 10 أيام لزفافهما، تقف في طريقهما مجموعة من العقبات، كل عقبة تمثل بشكل أو آخر مشكلات اجتماعية واقتصادية يعاني منها الشعب اليمني في زمن الحرب.
رحلة رومانسية مليئة بالمفارقات الكوميدية يقطعها كل من رشا ومأمون في عشرة أيام بشكل ساخر، يمرون خلالها بعدد من العقبات  كالنزوح وتحكم تجار الحروب في مصائر النازحين، مرورا بالجماعات المسلحة وانتهاء بالأزمة الاقتصادية الخانقة التي تعصف باليمن، يكافح العروسين لمسابقة الزمن لإتمام الزفاف في موعده المحدد خلال 10 أيام، فهل سيستطيعان الوصول بأمان إلى يوم الزفة؟!.

## إنتاج الفيلم
تم إنتاج الفيلم بميزانية لا تتجاوز 33 ألف دولار، ورغم هذه الميزانية البسيطة إلا أن طاقم الفيلم كان يتكون من 48 ممثل وما يزيد عن 50 كومبارس وشارك خلف الكاميرا قرابة ال80 شخص من مجالات مختلفة في التصوير والمونتاج والتأليف وراقصين ومصممي جرافكس ومصممي بوسترات وفريق إعلامي وفنيين آخرين.
كما احتوى الفيلم على أغاني واستعراض راقص كبير  شارك فيه العشرات وتم التصوير في عدد كبير من المواقع الخارجية والداخلية وكل ذلك تحقق بمعجزة ضمن هذه الميزانية المحدودة.

## مدة إنتاج الفيلم
قصة الفلم كانت مطروحة على طاولة النقاش خلال فترات متقطعة منذ العام 2013 أعوام قبل أن يبدأ العمل بشكل رسمي على السيناريو في عام 2018، استمرت كتابة الفيلم في ورشة عمل مكثفة لمدة 5 أشهر، ثم تمت بروفات مكثفة لطاقم العمل التمثيلي لمدة شهرين بالتوازي مع اختيار المواقع وتم تصوير الفلم في شهر واحد فقط.

## ظروف تصوير الفيلم
تم تصوير الفيلم في أصعب فترة تشهدها اليمن في تاريخها، حيث الوضع الأمني المتردي والحالة الاقتصادية الصعبة، وكان الإصرار على تصوير الفيلم الذي تشكل المشاهد الخارجية 60% من أحداثه مخاطرة كبيرة خصوصا أن الأوضاع السياسية والأمنية معقدة، وكما أن عمليات الاغتيالات والتصفيات الجسدية تعج بها الأخبار ومع ذلك أصر طاقم الفيلم على خوض التجربة والنزول للشارع بممثلين وممثلات لتصويره.
ورغم كل الأجواء المقلقة التي تحيط بالبلد إلا أن تصوير الفيلم جاء سلسا وسط ترحيب الأهالي في مدينة عدن وتعاونهم الكبير الذي سهل عملية التصوير.

## الإقبال الجماهيري
ردود أفعال الناس كان مفاجأة كبرى لطاقم العمل؛ حيث كان مقررا أن يعرض الفيلم لمدة عشرة أيام فقط، كونه أول فيلم يمني يعرض جماهيريا في قاعتي عرض لم يتوقع طاقم عمل الفيلم أن تحقق التجربة الأولى إقبالا جماهيريا يتجاوز العشرة أيام  خصوصا أن الطاقم افتتح الفيلم ب 8 عروض في اليوم الواحد موزعة على قاعتين في تجربة غير مسبوقة في اليمن.
اليومين الأول والثاني شهدا حضورا معقولا ولكن المراجعات عبر وسائل التواصل الاجتماعي أحدثت فرقا كبيرا حيث أن الجمهور الذي أحب الفيلم خرج متحمسا للغاية وشكلت منشوراتهم على وسائل التواصل عامل جذب كبير لبقية سكان المدينة، منذ اليوم الثالث تضاعف عدد الحضور وأصبح هناك ضغط كبير وحجز مسبق للأيام التالية.
في اليوم السابع تجمهر عدد كبير من الجمهور في السابعة صباحا أمام قاعة العرض في مديرية المعلا وقطعوا الطريق الرئيسي مما اضطر الشرطة للتدخل وتم الاتفاق بين الطاقم والمجلس المحلي في مديرية المعلا أن يتم فتح عروض إضافية للفيلم وقد كان.
استمر عرض الفيلم في مدينة عدن لمدة ثمانية أشهر بنجاح كبير غير متوقع.

## 10 أيام قبل الزفة في المدن اليمنية الأخرى
كانت هناك محاولات عديدة لعرض الفيلم في المحافظات اليمنية الأخرى مثل صنعاء، حضرموت، شبوة وتعز ولكن كل المحاولات باءت بالفشل لأسباب مختلفة منها الأمنية ومنها ظروف الحرب وفي محافظة تعز فقد أوقف متطرفين العروض وقاموا بتمزيق إعلانات الفيلم رغم أن الجمهور في تعز كان غاية في الحماس وقد بيع عدد كبير من التذاكر قبل أيام من العرض الذي توقف بسبب التهديد، في شبوة أوقفت مواجهات عسكرية العروض التي كان مقررا أن تتم في نفس الوقت التي اندلعت فيه المواجهات.

## جائزة الأوسكار 2018
بعد النجاح الكبير للفيلم تقدمت اليمن بفيلم 10 أيام قبل الزفة للمنافسة مسابقة أفضل فيلم أجنبي ضمن جوائز الأوسكار لعام 2019.

## عروض عالمية وعربية
عرض فيلم 10 أيام قبل الزفة في عدد من الدول العربية والأجنبية، حيث عرض تجاريا في دولة الإمارات العربية المتحدة في جميع دور العرض واستمر عرضه هناك لمدة 3 أسابيع.
كم عرض في عدد من الجامعات الأمريكية الرفيعة مثل هارفرد، يال، جورج تاون، بنسلفانيا وفرجينيا
وعرض في مبنى الأمم المتحدة في نيويورك وكذا في مبنى وزارة الخارجية (الولايات المتحدة) وسط حضور ديبلوماسي واسع، كما عرض الفيلم عرضا خاصا في المكتبة الوطنية المغربية ومتحف سميثسونيان في واشنطن بالولايات المتحدة الأمريكية، كما اشترى مهرجان قازان الدولي للسينما الإسلامية  حقوق عرض الفيلم جماهيريا في ولاية تتارستان الروسية بعد الحضور الجماهيري الكثيف الذي حققه الفيلم في مهرجان قازان.
عرض الفيلم أيضا عروضا خاصة وتجارية في كل من الأردن، هولندا، تركيا، كندا، بريطانيا وبلجيكا، كما عرض في عدد من المهرجانات السينمائية وحاز على عدد من الجوائز.

## المهرجانات التي شارك فيها الفيلم
- مهرجان جايبور السينمائي الدولي[23] – الهند (المسابقة الرسمية)، يناير 2019
- مهرجان بونا السينمائي الدولي[24] – الهند (قسم السينما العالمية)، يناير 2019
- مهرجان أسوان الدولي لسينما المرأة[25] – مصر (المسابقة الرسمية)، فبراير 2019
- مهرجان سان دييغو للفيلم العربي[26] – الولايات المتحدة الأمريكية، أبريل 2019
- مهرجان قازان للسينما الإسلامية[17] – روسيا (المسابقة الرسمية)، أبريل 2019
- مهرجان دايسبورا السينمائي الدولي[27] – كوريا الجنوبية، مايو 2019
- مهرجان زنجبار السينمائي الدولي – تنزانيا (المسابقة الرسمية)، يوليو 2019
- مهرجان الفيلم العربي في عمان – الأردن[28]، أغسطس 2019
- مهرجان الفيلم العربي بسان فرانسيسكو، سبتمبر 2019
- مهرجان الدار البيضاء للفيلم العربي (المسابقة الرسمية)[29] أكتوبر 2019

## جوائز
| السنة | المهرجان                                    | الفئة                        | النتيجة | المرجع |
| ----- | ------------------------------------------- | ---------------------------- | ------- | ------ |
| 2019  | مهرجان اسوان السينمائي الدولي لسينما المرأة | جائزة لجنة التحكيم الخاصة    | فائز    | [ 30 ] |
| 2019  | مهرجان جايبور السينمائي الدولي              | جائزة أفضل ماكياج وتصفيف شعر | فائز    | [ 31 ] |
| 2019  | مهرجان جايبور السينمائي الدولي              | جائزة أفضل ملابس واكسسوارات  | فائز    | [ 31 ] |
| 2019  | مهرجان سان دييغو للفيلم العربي              | جائزة اختيار الجمهور         | فائز    | [ 32 ] |
| 2019  | مهرجان الفيلم العربي في عمان – الأردن       | جائزة اختيار الجمهور         | فائز    | [ 28 ] |
| 2019  | مهرجان كازابلانكا للفيلم العربي (المغرب)    | جائزة أفضل سيناريو           | فائز    | [ 33 ] |

## العروض الخاصة الاستثنائية
- جامعة هارفارد – الولايات المتحدة الأمريكية، أبريل 2019
- جامعة ييل – الولايات المتحدة الأمريكية، أبريل 2019
- جامعة بنسيلفانيا– الولايات المتحدة الأمريكية، أبريل 2019
- جامعة جورج تاون – الولايات المتحدة الأمريكية، أبريل 2019
- جامعة فرجينيا – الولايات المتحدة الأمريكية، أبريل 2019
- عرض خاص في مبنى الأمم المتحدة – الولايات المتحدة الأمريكية، أبريل 2019
- عرض خاص في مبنى وزارة الخارجية الأمريكية – الولايات المتحدة الأمريكية، أبريل 2019
- عرض خاص في متحف السماثسونين في واشنطن – الولايات المتحدة الأمريكية، نوفمبر 2019
- عرض خاص في المكتبة الوطنية المغربية – المملكة المغربية، أكتوبر 2019
- عرض خاص في بروكسل من تنظيم UNDP YEMEN & EU، أكتوبر 2019
- عرض خاص في لاهاي في هولندا من تنظيم السفارة الهولندية باليمن و UNDP YEMEN، ديسمبر 2019

## وصلات خارجية
- 10 أيام قبل الزفة على موقع IMDb (الإنجليزية)
- 10 أيام قبل الزفة على موقع فيلمافينيتي (الإسبانية)
- 10 أيام قبل الزفة على موقع قاعدة بيانات الفيلم (الإنجليزية)
- 10 أيام قبل الزفة على موقع ليتربوكسد (الإنجليزية)
- 10 أيام قبل الزفة على موقع كينوبويسك (الروسية)